# Inkscape
Inkscape is een opensource-vectorillustratieprogramma, dat gebruikmaakt van het SVG-formaat voor het opslaan van vectorafbeeldingen. Het is een afsplitsing (fork) van Sodipodi. De doelstellingen van Inkscape zijn volledige SVG-ondersteuning, en een gebruikersvriendelijke interface. Inkscape wordt voornamelijk ontwikkeld voor Linuxdistributies, maar er zijn ook versies voor Windows en macOS beschikbaar. Alternatieven voor Inkscape zijn onder meer Adobe Illustrator en CorelDRAW Graphics Suite.